# Кокотово (Гомельская область)
Кокотово (бел. Кокатава) — деревня в Старосельском сельсовете Рогачёвского района Гомельской области Беларуси.

## География

### Расположение
В 11 км на север от районного центра и железнодорожной станции Рогачёв (на линии Могилёв — Жлобин), 132 км от Гомеля.

### Гидрография
На реке Добрица (приток реки Днепр).

## Транспортная сеть
Транспортные связи по просёлочной, а затем автодороге Старое Село — Рогачёв. Планировка состоит из короткой прямолинейной улицы, близкой к меридиональной ориентации, застроенной деревянными усадьбами.

## История
По письменным источникам известна с XVIII века как селение в Минском воеводстве Великого княжества Литовского. После 1-го раздела Речи Посполитой (1772 год) в составе Российской империи. В 1773 году в составе поместья Высокой. В 1930 году жители вступили в колхоз. Согласно переписи 1959 года в составе подсобного хозяйства районного объединения «Сельхозхимия» (центр — деревня Станьков).

## Население

### Численность
- 2004 год — 7 хозяйств, 16 жителей.

### Динамика
- 1773 год — 20 дворов.
- 1959 год — 75 жителей (согласно переписи).
- 2004 год — 7 хозяйств, 16 жителей.